# Еґертово
Еґертово (пол. Egiertowo, нім. Eggertshütte) — село в Польщі, у гміні Сомоніно Картузького повіту Поморського воєводства.
Населення — 565 осіб (2011).
У 1975-1998 роках село належало до Гданського воєводства.

## Демографія
Демографічна структура станом на 31 березня 2011 року:
|          | Загалом | Допрацездатний вік | Працездатний вік | Постпрацездатний вік |
| -------- | ------- | ------------------ | ---------------- | -------------------- |
| Чоловіки | 292     | 103                | 173              | 16                   |
| Жінки    | 273     | 87                 | 161              | 25                   |
| Разом    | 565     | 190                | 334              | 41                   |